# Marcelo Nicácio
Marcelo Nicácio, właśc. Marcelo da Paixão Ramos Nicácio (ur. 5 stycznia 1983 w Salvadorze) – brazylijski piłkarz występujący na pozycji napastnika.

## Kariera klubowa
Karierę piłkarską Marcelo Nicácio rozpoczął w klubie EC Bahia w 2003 roku. W Bahii 6 kwietnia 2003 w przegranym 1–2 meczu z CR Flamengo Marcelo Nicácio zadebiutował w lidze brazylijskiej. W trakcie sezonu 2004/05 został wypożyczony przez grecki zespół Skoda Ksanti. W Alpha Ethniki zadebiutował 17 stycznia 2005 w wygranym 2–0 meczu z AO Ionikos.
Po rozegraniu 4 meczów powrócił do Bahii. Nie mogąc przebić się do podstawowego składu został po raz kolejny wypożyczony, tym razem do występującego w czwartej lidze stanowej São Paulo – Votoraty. Z Votoraty awansował do trzeciej ligi stanowej, by w 2007 z 19 bramkami zostać królem strzelców tych rozgrywek. W 2007 został zawodnikiem pierwszoligowego Clube Atlético Mineiro. W barwach Galo zadebiutował 11 czerwca 2008 w wygranym 3–2 wyjazdowym meczu ligi stanowej z Democrata Governador Valadares. Ostatni raz w barwach klubu z Belo Horizonte Marcelo Nicácio wystąpił 27 kwietnia 2008 w przegranym 0–5 meczu derbowym w lidze stanowej z Cruzeiro EC. Ogółem w barwach „Galo” rozegrał 11 spotkań, w których zdobył 3 bramki.
W latach 2007–2010 był kolejno wypożyczany z Atlético do drugoligowych: CRB Maceió, Amériki Natal, Fortalezy i Figueirense FC. W 2009 z Fortalezą zdobył mistrzostwo stanu Ceará – Campeonato Cearense oraz 13 bramkami został królem strzelców tych rozgrywek. W 2010 został zawodnikiem pierwszoligowej Ceary Fortaleza. Z Cearą zdobył mistrzostwo stanu w 2011. Po spadku Ceary do drugiej ligi w 2011, na początku 2012 został zawodnikiem bułgarskiego Liteksu Łowecz.
W lidze bułgarskiej zadebiutował 3 marca 2012 w wygranym 3–0 meczu z klubem Widima-Rakowski Sewliewo. W meczu tym Marcelo Nicácio strzelając bramki w 7, 28 i 86 min. skompletował hat-tricka. Mimo 10 strzelonych bramek w 14 meczach Marcelo Nicácio latem 2012 zdecydował się powrócić do Brazylii, gdzie został zawodnikiem drugoligowej Vitórii Salvador. W listopadzie 2012 awansował z Vitórią do Série A.
| Sezon   | Klub             | Kraj     | Rozgrywki                     | Mecze | Bramki |
| ------- | ---------------- | -------- | ----------------------------- | ----- | ------ |
| 2003    | EC Bahia         | Brazylia | Campeonato Brasileiro Série A | 26    | 0      |
| 2004/05 | Skoda Ksanti     | Grecja   | Alpha Ethniki                 | 4     | 0      |
| 2006    | Votoraty         | Brazylia | Campeonato Paulista Série B   | ?     | ?      |
| 2007    | Votoraty         | Brazylia | Campeonato Paulista Série A3  | ?     | 19     |
| 2007    | CRB Maceió       | Brazylia | Campeonato Brasileiro Série B | 27    | 15     |
| 2008    | Atlético Mineiro | Brazylia | Campeonato Brasileiro Série A | 0     | 0      |
| 2008    | América Natal    | Brazylia | Campeonato Brasileiro Série B | 31    | 7      |
| 2009    | Fortaleza        | Brazylia | Campeonato Brasileiro Série B | 31    | 16     |
| 2010    | Atlético Mineiro | Brazylia | Campeonato Brasileiro Série A | 0     | 0      |
| 2010    | Figueirense      | Brazylia | Campeonato Brasileiro Série B | 10    | 2      |
| 2010    | Ceará Fortaleza  | Brazylia | Campeonato Brasileiro Série A | 12    | 1      |
| 2011    | Ceará Fortaleza  | Brazylia | Campeonato Brasileiro Série A | 21    | 5      |
| 2011/12 | Liteks Łowecz    | Bułgaria | A PFG                         | 14    | 10     |
| 2012    | Vitória Salvador | Brazylia | Campeonato Brasileiro Série B | 9     | 1      |

## Kariera reprezentacyjna
Marcelo Nicácio występował w olimpijskiej reprezentacji Brazylii. W 2003 roku uczestniczył w Igrzyskach Panamerykańskich w Santo Domingo na których Brazylia zdobyła srebrny medal. Na turnieju Marcelo Nicácio wystąpił w trzech meczach z Dominikaną, Kubą i Argentyną.